# Apanteles lampe
Apanteles lampe är en stekelart som beskrevs av Nixon 1965. Apanteles lampe ingår i släktet Apanteles och familjen bracksteklar. Inga underarter finns listade i Catalogue of Life.